# Випробувач нафтогазоносного пласта
Випробувач нафтогазоносного пласта — комплект випробувальних інструментів (КВІ) для виконання необхідних функцій при випробуванні пласта та проведенні вимірювань.
До складу пластовипробувача входять такі основні вузли: циркуляційний клапан, перехідник з глибинним реєструючим манометром, запірний поворотний клапан (ЗПК), гідравлічний випробувач пластів (ВПГ), яс, безпечний перехідник, пакер, фільтр-хвостовик, опорна підошва.
Призначення основних вузлів пластовипробувача.
- Фільтр — призначений для пропуску рідини з пласта у пластовипробувач у період випробування і для затримки порівняно великих частинок гірської породи пласта, які можуть вміщуватися у пластовій рідині.
- Пакер — призначений для герметичного розмежування об'єкта, що підлягає випробуванню, від решти частини свердловини.
- Яс — гідравлічний інструмент, за допомогою якого створюють додаткову ударну силу для полегшення звільнення нижніх вузлів пластовипробувача у випадку їх прихоплювання.
- Пластовипробувач — основний вузол комплекту випробуваних інструментів (КВІ). До його складу входить:
  -  — вирівнювальний (перепускний) клапан — призначений для полегшення перетоку промивальної рідини, що витісняється пластовипробувачем при спуску з підпакерного простору у надпакерний (при підйомі — навпаки);
  -  — головний або впускний клапан (приймальний) — запобігає над-ходженню промивальної рідини у порожнину колони бурильних труб у період спуску пластовипробувача у свердловину і підйому з неї, а також пропускає у цю порожнину пластову рідину у період випробування;
  -  — гальмівна камера з поршнем (або гідравлічне реле часу) — призначена для затримки відкриття впускного клапана на заданий інтервал часу після створення на пластовипробувач осьового стискуючого навантаження;
  -  — штуцер — призначений для обмеження швидкості припливу пластової рідини у період випробування та зменшення ударного навантаження на хвостовик у момент відкриття впускного клапана.
- Безпечний перехідник — дозволяє від'єднувати верхню частину компоновки, якщо не удається звільнити пакер і фільтр.
- Запірний клапан — призначений для припинення припливу пластової рідини у порожнину колони бурильних труб при закритому вирівнювальному клапані.
- Циркуляційний клапан — дозволяє здійснювати промивання свердловини після завершення випробування і звільнення пакера, а також встановлення рідинних ванн у випадку прихоплювання бурильних труб.